# Мезенцева-Федоренко Марія Сергіївна
Марія Сергіївна Мезенцева, у шлюбі Мезенцева-Федоренко (нар. 10 грудня 1989, Харків) — українська політична діячка та підприємиця. Народна депутатка України 9-го скликання.

## Життєпис
Народилася 10 грудня 1989 року у Харкові. 
У 1996 пішла у перший клас ЗОШ І-III ступенів № 68 міста Харкова. У 1999 році вступила у п'ятий клас Маріїнської гімназії № 6 м. Харкова. У 2006 році вступила до Харківського інституту сходознавства «Харківський колегіум» на факультет міжнародних відносин, відділення «Міжнародні відносини та китайська мова». У 2007 році вступила на 2-й курс Харківського національного університету імені В. Н. Каразіна (факультет міжнародних економічних відносин). У 2011 році закінчила магістратуру з відзнакою Харківського національного університету імені В. Н. Каразіна (спеціальність «Міжнародні економічні відносини, референт-перекладач з англійської мови»). У 2012 — здобула ступінь магістра з міжнародних відносин та міжнародного права Кентського університету (факультет політики і міжнародних відносин), м. Кентербері, Велика Британія.
З 2008 по 2010 рік — помічниця юриста в ТОВ «Земельний Ексклюзив» (юридична фірма), м. Харків. 2011 рік — стажування у Верховній Раді України. З 2012 по 2013 рік — стажування в Європарламенті, Парламентській асамблеї Організації Об'єднаних Націй. З 2014 по 2015 рік — стажування у Бізнес Раді Україна ЄС у Брюсселі. З 2016 року — фізична особа-підприємець.
З лютого по липень 2015 року — працювала менеджеркою з відповідності в Альянсі європейських консерваторів та реформістів, м. Брюссель, Бельгія. Була лобісткою з українських питань в Європейському парламенті.
У 2015 році — обрана депутаткою Харківської міськради 7-го скликання. Член постійної комісії з питань міжнародного співробітництва, інвестицій, спортивних та іміджевих проєктів. Член депутатської фракції «Об'єднання «Самопоміч»». Безпартійна.

## Політична діяльність
Кандидатка у народні депутати від партії «Слуга народу», обрана на парламентських виборах 2019 року (виборчий округ № 168, Шевченківський район Харкова). На час виборів: фізична особа-підприємець, безпартійна. Проживає в м. Харкові.
Перемогла чинного депутата Валерія Писаренка. Називалась кандидаткою на посаду голови комітету з питань європейської інтеграції у Верховній Раді України IX скликання, але була обрана заступницею голови комітету з питань інтеграції України з Європейським Союзом у Верховній Раді України IX скликання (з 29 серпня 2019 року).
Голова підкомітету з питань наближення законодавства України до законодавства ЄС. Голова Постійної делегації у Парламентській асамблеї Ради Європи.
12 грудня 2019 року увійшла до складу Міжфракційного об'єднання «Гуманна країна», створеного за ініціативи UAnimals для популяризації гуманістичних цінностей та захисту тварин від жорстокості.
Співголова групи з міжпарламентських зв'язків з Королівством Бельгія.
Співавторка законопроєкту про обіг наркотичних речовин. Цей законопроєкт привернув увагу низки громадських організацій та експертів як такий, що суперечить наявній стратегії державної політики щодо наркотиків на період до 2020 року, йде в конфлікт з європейським законодавством у цій сфері, й по суті є репресивним і таким, що дублює російське законодавство в сфері політики щодо наркотиків.
Під час карантину у 2020 році за даними видання «Чесно» депутатка Мезенцева займалась «гречкосійством», зокрема передавала засоби індивідуального захисту до лікарні, гуртожитку для незрячих, а також санітайзери військовим. Також вона привезла харчові продукти в дитячий будинок сімейного типу «Відрадне» в честь Дня захисту дітей.

## Скандали
22 липня 2025 року проголосував за проєкт закону 12414, що обмежує Національне антикорупційне бюро України та Спеціалізовану антикорупційну прокуратуру. Закон викликав хвилю антикорупційних протестів.

## Особисте життя
24 квітня 2024 року Мезенцева вступила у шлюб з Юрієм Федоренко, депутатом Київської міської ради, капітаном ЗСУ, командиром батальйону ударних безпілотників «АХІЛЛЕС» 92-ї ОМБр ім. кошового отамана Івана Сірка. У червні 2025 року у пари народився син Теодор.
Багаторазова чемпіонка України із сучасних танців, володарка нагороди «Обдаровані діти Харківщини».

## Нагороди
- Орден княгині Ольги ІІІ ступеня (23 серпня 2021) — за значний особистий внесок у державне будівництво, зміцнення обороноздатності, соціально-економічний, науково-технічний, культурно-освітній розвиток Української держави, вагомі трудові досягнення, багаторічну сумлінну працю та з нагоди 30-ї річниці незалежності України[19]